# Amaracarpus anomalus
Amaracarpus anomalus är en måreväxtart som beskrevs av Herbert Fuller Wernham. Amaracarpus anomalus ingår i släktet Amaracarpus och familjen måreväxter. Inga underarter finns listade i Catalogue of Life.